# Mimanuga lunulata
Mimanuga lunulata är en fjärilsart som beskrevs av Moore 1867. Mimanuga lunulata ingår i släktet Mimanuga och familjen nattflyn. Inga underarter finns listade i Catalogue of Life.